# Canthydrus verbekei
Canthydrus verbekei is een keversoort uit de familie diksprietwaterkevers (Noteridae). De wetenschappelijke naam van de soort werd in 1959 gepubliceerd door Félix Guignot.